# Antirevmatik
Antirevmátik, antirevmátično zdravílo ali protirevmátično zdravilo je zdravilo za zdravljenje ali preprečevanje revmatičnih bolezni.

## Razvrstitev antirevmatikov
Za zdravljenje revmatičnih bolezni se uporabljajo naslednja zdravila:
- paracetamol
- nesteroidni antirevmatiki
  - neselektivni (npr. acetilsalicilna kislina, diklofenak, ibuprofen, indometacin, ketoprofen, naproksen, piroksikam)[4]
  - selektivni (npr. celekoksib, etorikoksib)
- šibki opioidi (npr. tramadol)
- močni opioidi (npr. oksikodon, hidromorfon, morfin, fentanil, metadon)
- glukokortikoidi
- imunomodulirajoči antirevmatiki
  - sintezni (npr. azatioprin, ciklofosfamid, ciklosporin, metotreksat)
  - biološki (npr. abatacept, anakinra, rituksimab, tocilizumab, zaviralci TNF-alfa)[4]

## Cilj zdravljenja
Revmatoidni artritis je neozdravljiva kronična bolezen, a jo je mogoče zajeziti. Cilji zdravljenja vnetnih revmatičnih bolezni so: nadzorovati bolečino in vnetje, izboljšati kakovost življenja, upočasniti napredovanje bolezni oziroma doseči remisijo in preprečevati invalidnost.